# トッポッキ
トッポッキ（韓: 떡볶이）は、餅（トック（떡））を使用した韓国料理。直訳すると「餅炒め」。元来は炒め物の宮廷料理だが、庶民的な煮込み料理にアレンジしたものが広く普及している。日本語ではトッポギまたはトッポキと表記される場合が多い。

## 概要
うるち米で作られた棒状の新粉餅「カレットック（가래떡）」や小麦粉で作った餅を主原料とし、コチュジャンや砂糖を使って甘辛く煮込んだ料理。韓国の庶民料理として親しまれ、屋台の定番メニューとなっている。夜食や子供のおやつとしても食べられている。
ハングルの発音表記で記述すると「떡뽀끼」（濃音化（トクに続くポク）および連音化（ポクに続くイ）する）となる。

## 歴史
元々は朝鮮王朝の宮廷料理で、醤油（カンジャン）で味をつけ、彩りよく野菜や肉と合わせる炒め物であったが、トッポッキ自体は韓国ソウル特別市新堂洞にて1953年、マ・ボンニム（마복림）という韓国人の女性がチャジャンミョンに落とした餅をヒントにコチュジャン味のトッポッキを開発した。当初はコチュジャンを付けて食べるスタイルだったが、練炭に代わりガスが普及したころに、鍋で即席で作るスタイルも開発した。
リアカーでの露天商から始めたマ・ボンリム式トッポッキの評判に触発され、新堂洞に「トッポッキタウン」と呼ばれるほど専門店が次々に開業した。
「新堂洞トッポッキ」と呼ばれる鍋スタイルはソウルの名物にもなり、各地にも普及した。
その後、時代の変化とともに各店舗で若者向けのチーズトッポッキや激辛トッポッキ、観光客向けの宮廷トッポッキや海鮮トッポッキ、子供向けに甘口の炸醤トッポッキなどが提供されるようになった。
カップにお湯を注ぐだけ、または水を注いで電子レンジで加熱するだけで完成するインスタントタイプの製品も開発され広く普及している。

## エピソード
釜山にはかつて、韓国産唐辛子で最も辛いチョンヤンコチュを使用し、すべての朝鮮料理の中でも2番目に辛いといわれるトッポッキの店「ソムンナンメウン（うわさの辛い）トッポッキ」があった。ただし、チョンヤンコチュ自体はスコヴィル値がそれほど高くなく、量の多さで辛さを増していた。

## トッポッキのいろいろ

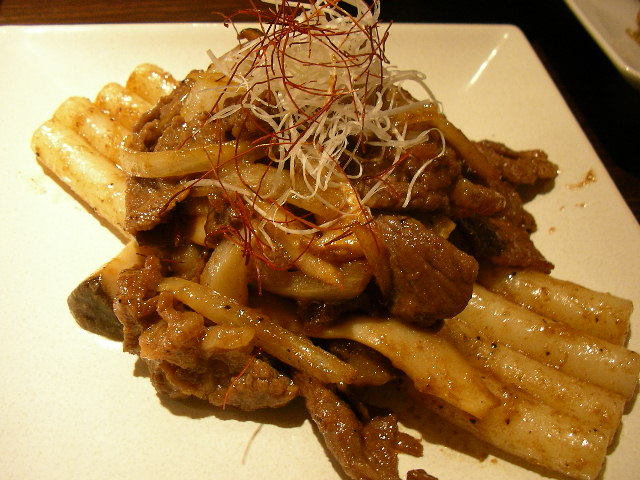
カンジャントッポッキ（宮廷料理）
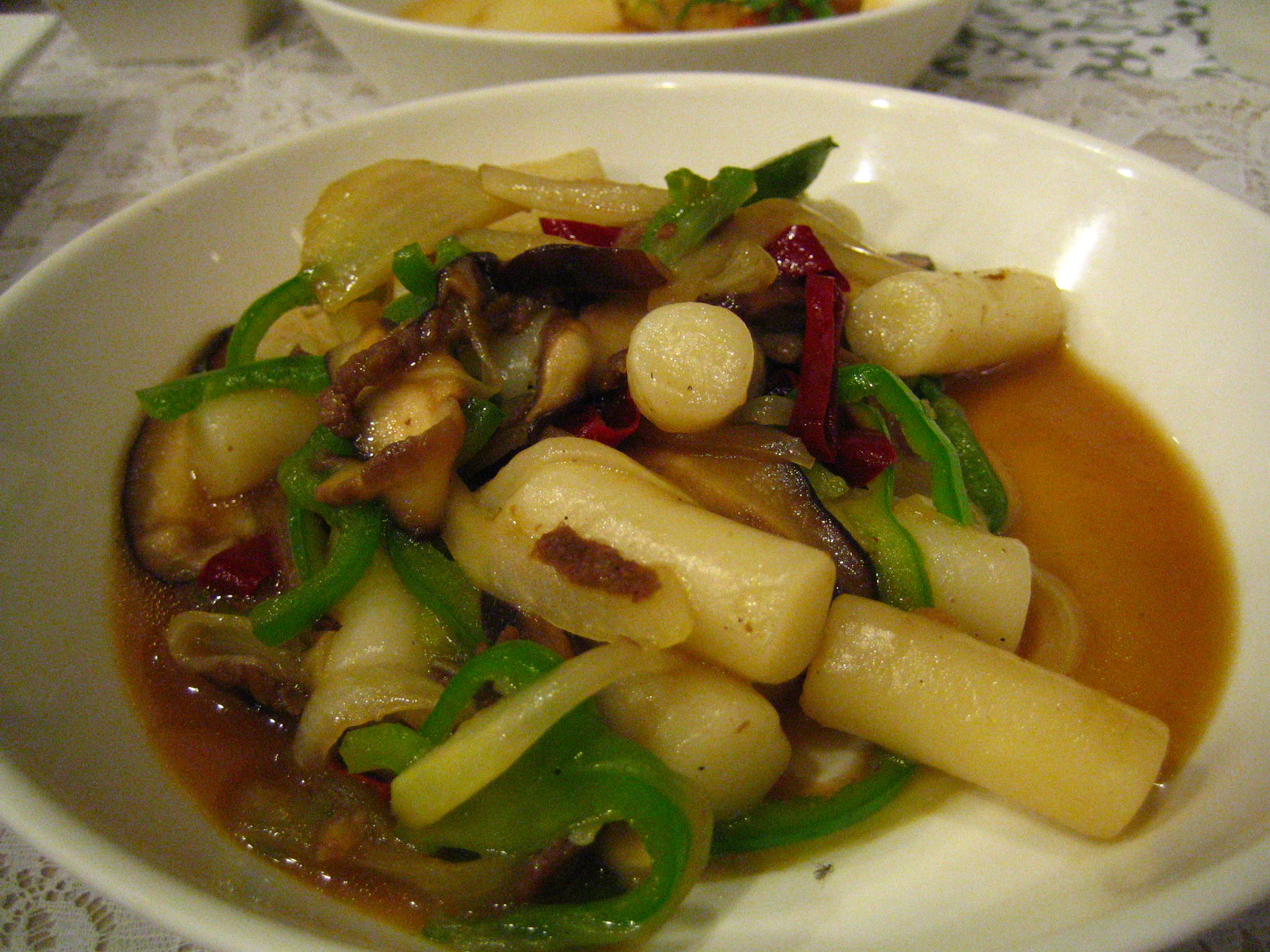
カンジャントッポッキ
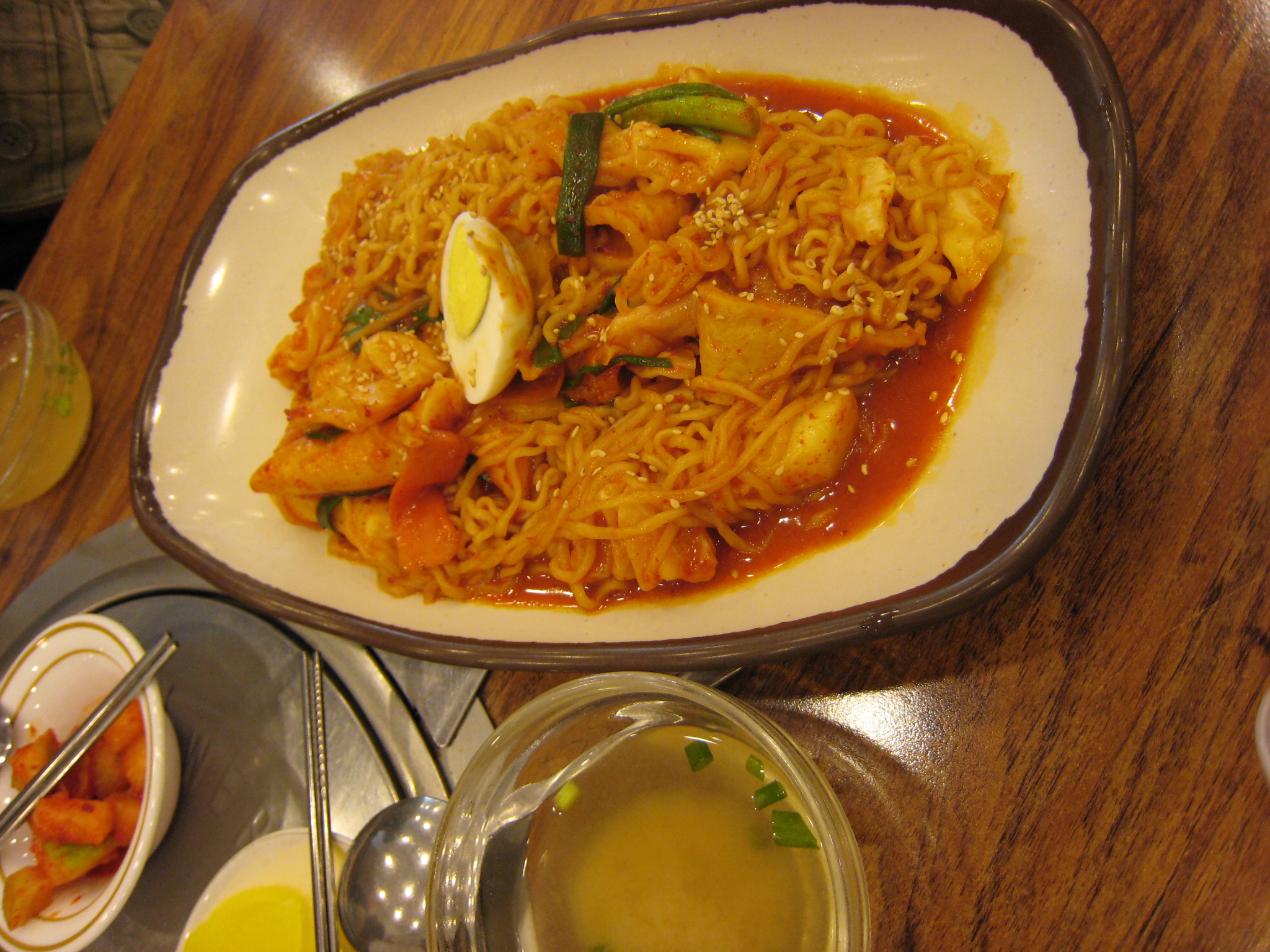
ラポッキ（インスタントラーメン入り）
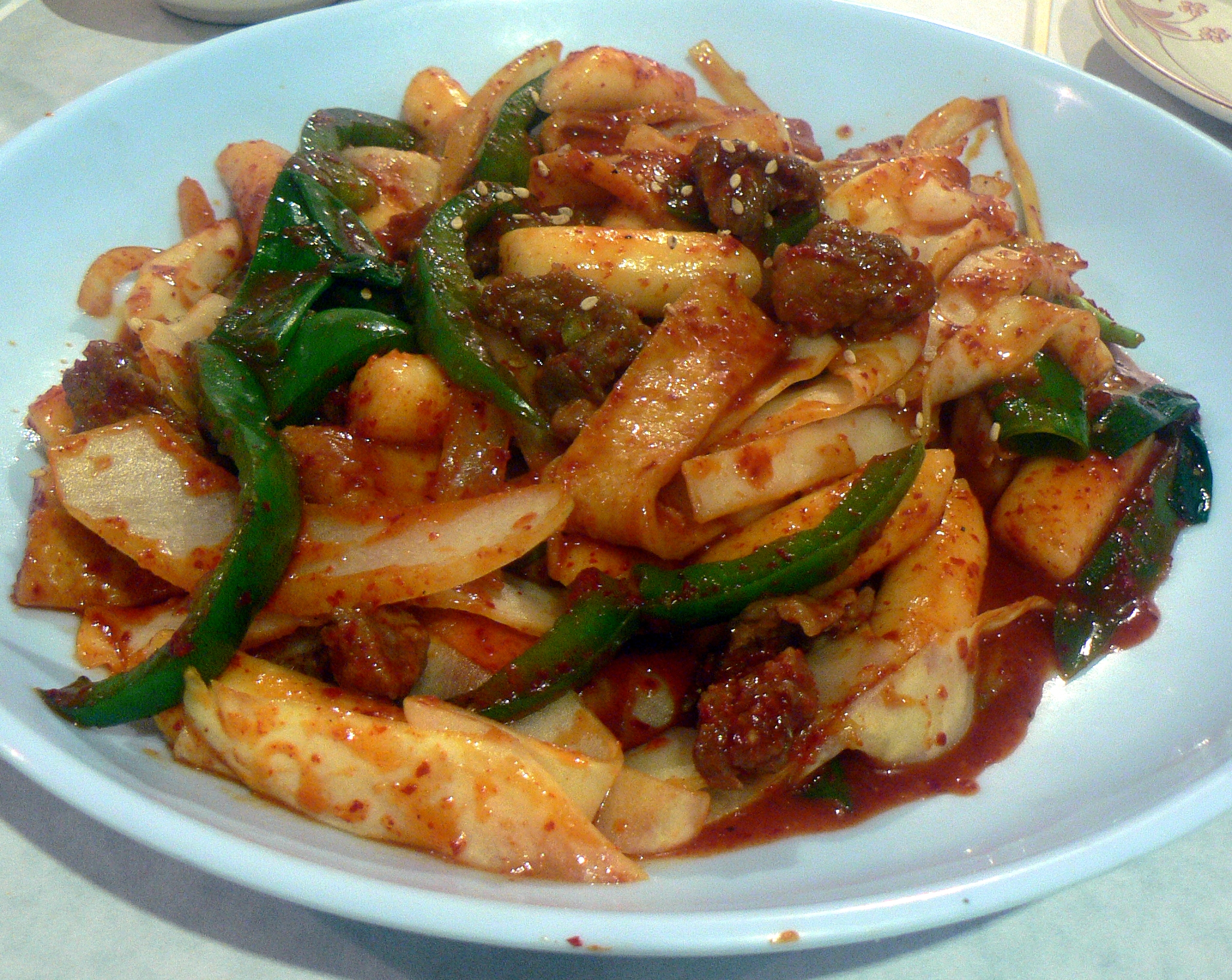
ヘムル（海鮮/海物）トッポッキ
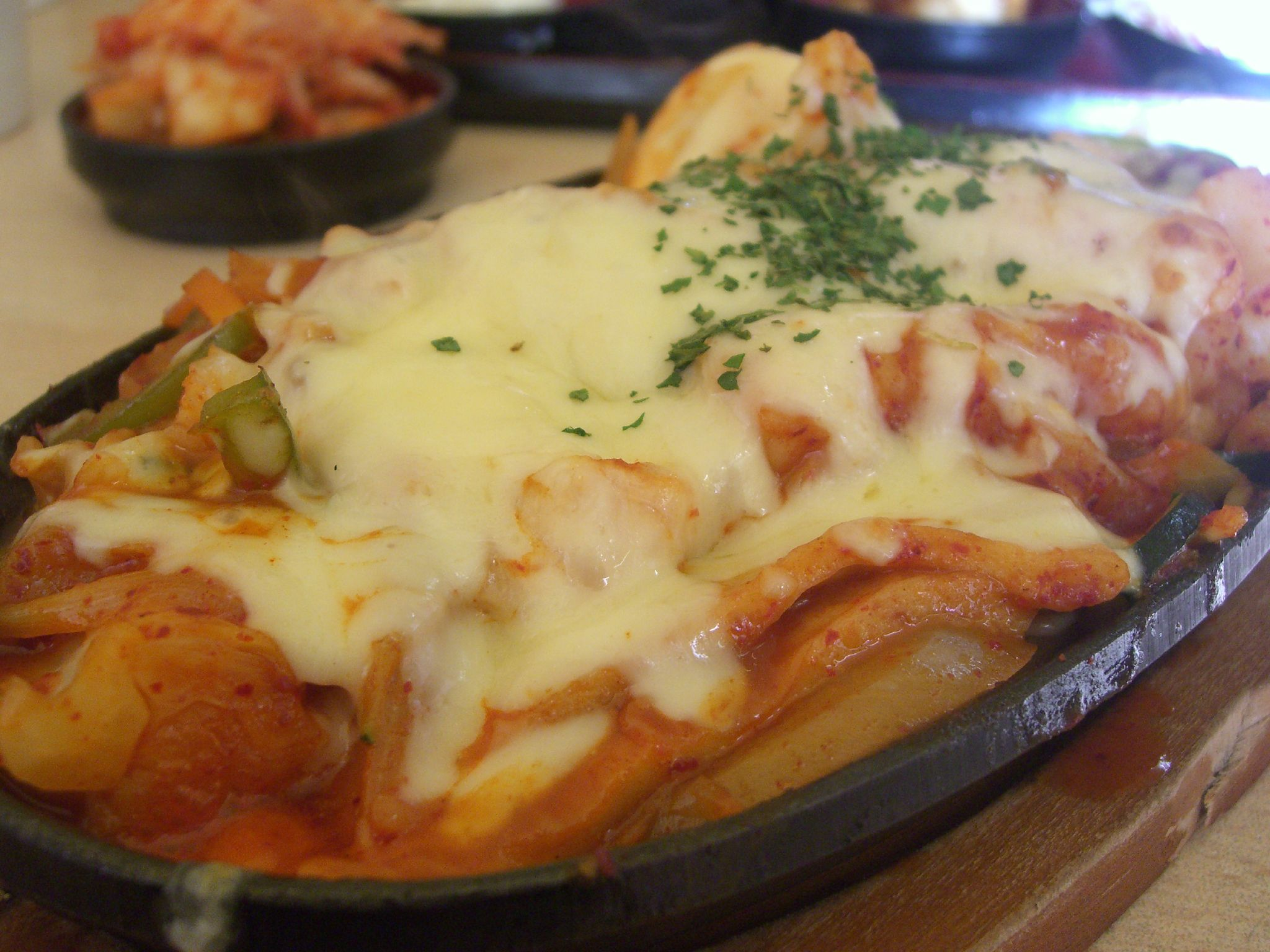
チーズトッポッキ
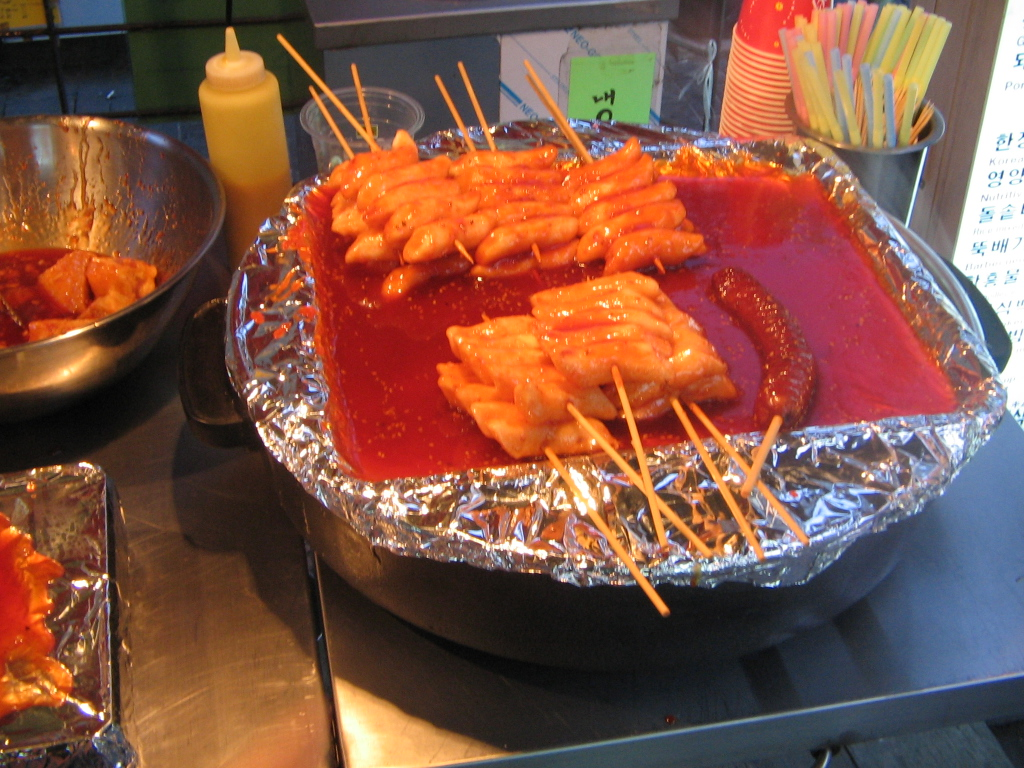
トッコッチ（串にさしたトッポッキ）